# Citizens’ Climate Lobby
Citizens’ Climate Lobby (CCL), in Deutschland vertreten durch die Bürgerlobby Klimaschutz – Citizens’ Climate Lobby Germany e.V. (CCL-D), ist eine internationale Non-Profit-Organisation, die für einen umfassenden Klimaschutz eintritt. Eine der Kernforderungen lautet, CO2-Emissionen durch eine CO2-Abgabe zu bepreisen und die Einnahmen daraus an alle Bürger zu gleichen Teilen wieder auszuschütten (siehe Klimadividende).
Die Organisation führt Veranstaltungen durch, vernetzt interessierte Bürger und unterstützt diese dabei, in Kontakt zu Abgeordneten, Redakteuren oder Zeitungen zu treten, um die politische Debatte und die Berichterstattung zum Thema Klimaschutz zu beleben. Sie unterstützt dabei den überparteilichen Dialog.

## Allgemeines
Die Gründung der Organisation erfolgte 2007 in Rancho Bernardo, San Diego, CA (USA) durch Marshall Saunders († 2019). Sie hat ihren Sitz in Coronado, USA. Sie hat derzeit (Stand 2019) nach eigenen Angaben über 80.000 aktive Teilnehmer in rund 550 Ortsgruppen, wobei jedoch für eine aktive Teilnahme ausdrücklich keine offizielle Mitgliedschaft nötig ist. Gruppen existieren in mehr als 50 Ländern auf allen Kontinenten.

## Bürgerlobby Klimaschutz in Deutschland
In Deutschland spricht sich die Organisation für eine Ausschüttung von Einnahmen aus dem EU-Emissionshandel an die Bürger aus. Die EU solle ferner ihr Emissionsminderungsziel bis 2030 gegenüber 1990 von 40 % auf 55 % erhöhen (was Ende 2020 tatsächlich vom Europäischen Rat beschlossen wurde) und die Sektoren Verkehr und Wärme mit in den Emissionshandel integrieren (2023 wurde für die Zeit ab 2027 ein separater Emissionshandel für diese Sektoren und kleine Industrien beschlossen, siehe Fit for 55). Übergangsweise sollte durch eine nationale CO2-Steuer ein Mindestpreis für CO2-Emissionen sichergestellt werden, bis der EU-Emissionshandel ausreichend ambitioniert ist, um entsprechende Preise zu gewährleisten. Die Bürgerlobby Klimaschutz ist Mitglied in der Klima-Allianz Deutschland.